# Temnorhynchus zambezianus
Temnorhynchus zambezianus är en skalbaggsart som beskrevs av Frank-Thorsten Krell 1992. Temnorhynchus zambezianus ingår i släktet Temnorhynchus och familjen Dynastidae. Utöver nominatformen finns också underarten T. z. occidentalis.